# UB.109T
El UB.109T, más conocido como Red Rapier, fue un proyecto de misil de crucero británico que solicitaba un sistema capaz de llevar una cabeza de guerra de 2270 kg (5000 libras) hasta 91,44 m (100 yardas) de su objetivo, con más de 740 km (400 millas náuticas) de alcance, mientras viajaba a 970 km/h a 15 000 m (50 000 pies).
El concepto se remonta a un estudio de octubre de 1950 de un Short Range Expendable Bomber (bombardero desechable de corto alcance), esencialmente una bomba volante V-1 actualizada. En aquella época, la flota de bombarderos de la Real Fuerza Aérea (RAF) estaba propulsada por hélice y no se esperaba que pudiera sobrevivir a los encuentros con los cazas a reacción soviéticos. En busca de una forma de realizar ataques tácticos precisos, el Telecommunications Research Establishment (TRE) desarrolló un nuevo sistema de navegación por radio que proporcionaba la precisión requerida. Para conseguir el alcance deseado, el pulsorreactor de la V-1 fue reemplazado por pequeños turborreactores. Las propuestas de Bristol y Vickers parecieron interesantes y recibieron contratos de desarrollo bajo los nombres clave "Blue Rapier" y "Red Rapier" respectivamente.
Ese año, los informes de inteligencia sugirieron que los soviéticos estaban contemplando un ataque a la OTAN alrededor de 1953. Al regresar al poder en 1951, Winston Churchill le dio al proyecto una "súper prioridad" y el Red Rapier fue seleccionado para seguir adelante. Los lanzamientos aéreos desde bombarderos B-29 Washington sobre Woomera comenzaron en 1954. Para entonces, la amenaza de un ataque soviético inminente había pasado y los nuevos bombarderos a reacción de la RAF estaban entrando en servicio. Estos poseían las prestaciones para llevar a cabo la función de bombardeo de precisión durante el día. El proyecto fue cancelado el 30 de septiembre de 1954. Varios de los sistemas de pruebas desarrollados para el programa se compartieron con el proyecto Vickers Blue Boar, que fue cancelado casi al mismo tiempo.

## Historia

### Preocupaciones de la RAF
Las primeras especificaciones para bombarderos estratégicos a reacción para la Real Fuerza Aérea (RAF) surgieron en 1946 y se seleccionaron varias propuestas para su desarrollo. En 1949 todavía faltaban muchos años para que esto sucediera, y el principal bombardero pesado de la RAF era el Avro Lincoln, una versión actualizada del Avro Lancaster de mitad de guerra. Como carecían del alcance necesario para atacar fácilmente a Rusia, se realizó un pedido de 88 B-29 Superfortress y entraron en servicio en la RAF con el nombre de "Washington". Esto fue estrictamente una medida provisional mientras esperaban la llegada de los reactores.
En 1947, la Unión Soviética presentó públicamente el Tu-4 "Bull", una versión de ingeniería inversa del B-29. En 1948, la RAF llevó a cabo una serie de pruebas contra los Washington para desarrollar tácticas de interceptación contra los Tu-4. Los cazas Gloster Meteor y De Havilland Vampire demostraron ser capaces de atacar a los bombarderos con relativa facilidad. Ya era bien sabido que los soviéticos estaban introduciendo sus propios cazas a reacción, lo que sugería que los bombarderos de la RAF pronto correrían el mismo peligro. Si bien los nuevos bombarderos a reacción resolverían este problema, no se esperaba que estuvieran disponibles en grandes cantidades hasta mediados de la década de 1950.
A finales de 1950, hubo una creciente alarma de que los soviéticos intentarían algún tipo de ataque contra la OTAN en los siguientes tres años. Si esto ocurriera durante el crítico período anterior al cambio a los aviones a reacción, la RAF tendría una capacidad limitada para contrarrestar a las fuerzas soviéticas por aire. Aunque la misión estratégica todavía podía llevarse a cabo de noche con relativa impunidad, el papel táctico diurno de largo alcance parecía extremadamente peligroso. Las pruebas realizadas en 1952 concluyeron que sería "extremadamente difícil para el Mando de Bombardeo idear cualquier táctica que redujera estas pérdidas dentro de límites aceptables".

### SREB, UB.109T
El Ministerio del Aire consideró que la única solución posible que podría estar disponible en poco tiempo era un bombardero desechable no tripulado, una bomba volante V-1 actualizada. La V-1 era un arma de baja precisión diseñada para atacar ciudades. Para reemplazar a los bombarderos en el papel diurno, donde los ataques serían contra objetivos puntuales como puentes y nudos ferroviarios, la precisión tendría que mejorarse enormemente. El concepto fue conocido como "Short Range Expendable Bomber" (Bombardero desechable de corto alcance) o SREB.
La convocatoria inicial de propuestas se emitió en octubre de 1950 bajo el nombre UB.109T, por "unmanned bomb" (bomba no tripulada). Inicialmente se envió a Avro, Bristol Aeroplane, De Havilland y Vickers-Armstrong Ltd. Más tarde se añadieron Fairey, Gloster y Saunders-Roe, junto con una entrada no solicitada de Boulton Paul. De ellas, las de Bristol y Vickers parecieron lo suficientemente interesantes como para emitir el requisito operativo OR.1097 el 17 de diciembre de 1950.
El modelo de Bristol, el Type 182, se basó en la planta de ala en flecha del Folland Gnat, con un fuselaje de plástico y cola en V. Estaría propulsado por un nuevo motor de Bristol Siddeley, el BE.17, de unos 13 000 N (3000 lbf). A esta entrada se le asignó el código arcoíris "Blue Rapier".
El modelo de Vickers, presentado el 18 de enero de 1951, se parecía mucho más a la V-1 original, con alas rectas y una sección de control de cola convencional de tres partes. Estaría propulsado por tres motores Rolls-Royce Soar de 7800 N (1750 lbf), uno en cada una de las puntas de las tres superficies de control de la cola. A esta arma se le asignó el nombre en código "Red Rapier".
Para el sistema de guía, el Telecommunications Research Establishment (TRE) propuso una versión actualizada del sistema Oboe de bombardeo a ciegas de la época de la guerra, en el que dos sistemas terrestres similares a un radar tomarían simultáneamente mediciones de distancia para determinar la ubicación del misil en vuelo, calcularían las correcciones necesarias y luego las enviarían al piloto automático del misil. Originalmente llamaron al sistema "feed back Oboe" (Oboe de retroalimentación), pero más tarde lo llamaron "TRAMP".

### Desarrollo
Cuando Winston Churchill regresó al poder después de las elecciones generales de octubre de 1951, se le informó de los problemas que llevaron al SREB. Ordenó que se le diera "súper prioridad" al proyecto. Después de una serie de cambios en los detalles, Vickers se enteró de que iban a ser declarados ganadores del contrato. Esta sería la primera entrada de la compañía en el mercado de armas guiadas. Propusieron construir una docena de modelos escala 1⁄3 Vickers Type 719 para realizar pruebas de lanzamiento aéreo desde bombarderos Washington, para probar el vuelo y el guiado. La versión a escala real se conocería como Type 725.
Como el fuselaje del misil era completamente convencional, la compañía pudo comenzar el desarrollo utilizando su propia financiación, mientras que Rolls-Royce hizo lo mismo con los motores Soar. El sistema de guía era completamente nuevo y la empresa no podía permitirse desarrollarlo por sí sola. En una reunión con Robert Cockburn del Ministerio de Abastecimiento (MoS) en julio de 1952, se acordó comenzar el desarrollo del misil, mientras que el MoS proporcionaría fondos para el desarrollo de los sistemas de guía. Esto condujo a la formación de un nuevo Departamento de Armas Guiadas en Vickers Weybridge. La financiación tardó en llegar y no se llegó a un acuerdo real hasta agosto de 1953, y el contrato final por 450 000 libras se firmó el 30 de octubre del mismo año.

### Pruebas
Mientras esperaban la financiación del sistema de guía, Vickers comenzó el desarrollo de la estructura y las pruebas de lanzamiento de los 719 subescalados. El desarrollo del nuevo Range AI en Woomera estaba en marcha para otro proyecto de Vickers, el Blue Boar, y estaba prácticamente terminado en 1952, por lo que las pruebas de vuelo iniciales del 719 se llevarían a cabo allí, mientras que el 725 a escala real se trasladaría a un recién desarrollado Range E de 400 km a partir de 1955.
Para las pruebas del 719, los fuselajes se colgaron debajo del compartimiento de bombas trasero del Washington en un sistema de trapecio que requirió el desmontaje de las puertas del mismo. Todo el vuelo se llevó a cabo bajo control por radio y se envió una extensa telemetría a tierra.
Para recuperar el sistema, un comando de radio hacía que se desplegaran tres paracaídas y luego se separara la sección del morro. El morro poseía una punta de metal que se clavaba en el suelo, dejando el fuselaje verticalmente sobre el mismo, donde podía verse fácilmente. El sistema tuvo tanto éxito que algunos 719 sobrevivieron hasta cinco vuelos de pruebas, y el concepto de punta se utilizó luego también para probar el Blue Boar.
En un caso, se envió por error el comando de recuperación, lo que provocó que los paracaídas se desplegaran en la parte que aún estaba unida mientras que la sección del morro se separaba y casi a un P-51 Mustang próximo que operaba cámaras. Los paracaídas hicieron que el piloto del B-29 fuera arrojado hacia adelante contra sus cinturones de seguridad y luego se enredaron alrededor de la sección de cola del avión, pero el mismo pudo aterrizar sin problemas.

### Cancelación
Las pruebas, que se retrasaron hasta dos años debido a la lenta financiación del sistema de guiado, todavía se estaban llevando a cabo en agosto de 1954 cuando todo el concepto se puso en tela de juicio por la inminente llegada del Vickers Valiant. El Valiant comenzó como otra solución a la llegada tardía de los bombarderos estratégicos a reacción, con aproximadamente el mismo rendimiento que el contrato original de 1946, pero con una carga de bombas más pequeña de  6800 kg y un alcance ligeramente menor. La RAF estaba mucho más interesada en los bombarderos tripulados que en los no tripulados y no tuvo ningún problema en cancelar el proyecto. Vickers tampoco estaba particularmente molesta por perder el proyecto, dado que habían ganado el contrato del bombardero. El Valiant sería un gran éxito.
Los trabajos se interrumpieron el 30 de septiembre de 1954 y se cancelaron formalmente en 1955. Los pagos finales por el desarrollo del guiado no se produjeron hasta septiembre de 1957. El Blue Boar fue cancelado casi al mismo tiempo, lo que llevó al cierre del Range AI de Woomera.

## Descripción

### Misil
El Type 725 parecía una versión más delgada de la V-1, con el largo pulsorreactor que anteriormente estaba en la parte superior del fuselaje reemplazado por tres motores Soar mucho más pequeños en las puntas de las superficies de control verticales y horizontales. La energía eléctrica era suministrada por una turbina de aire de impacto con una pequeña entrada en la parte superior del fuselaje. La única otra diferencia notable con la V-1 fue la incorporación de alerones en las alas, a diferencia del uso exclusivo del timón en la V-1. Los alerones sólo se utilizaban durante el vuelo inicial, bajo comando directo por radio, después de iniciar el control automático, el piloto automático hacía pequeñas correcciones usando el timón, como la V-1.
Para reducir costes, todo el fuselaje y la mayoría de las superficies fueron construidas en acero templado soldado. El fuselaje era una chapa de acero enrollada en forma de tubo y el ala era una chapa de acero sobre largueros de caja. El interior del ala servía como depósito de combustible. Los bordes de ataque del plano de cola y del empenaje estaban muy aflechados, pero el ala era recta y estaba sujeta al fuselaje mediante pasadores para facilitar la construcción en el campo. Tenía 13 m de largo y una envergadura de 10 m.
Al igual que la V-1, el Type 725 habría sido lanzado mediante una catapulta de vapor, pero una de mayor potencia. Esto le permitía utilizar una rampa de 11 m de largo, lo que a su vez permitía que el sistema fuera móvil. Al llegar al lugar de lanzamiento en un semirremolque largo, se levantaba un pórtico sobre el remolque y se elevaba la rampa a su posición, en un ángulo de 25 grados. En el lanzamiento, la catapulta aceleraba el misil a 30 g, alcanzando 270 km/h. Podía lanzarse desde cualquier área con 55 m de espacio libre frente a la rampa, en cuyo punto el misil estaría a 15 m de altitud. El pistón que impulsaba el misil era frenado por una punta cónica en la parte delantera del pistón que se introducía, a través de una membrana, hasta un depósito de agua al final de la rampa. El depósito era reemplazado entre lanzamientos.
Después del lanzamiento, el misil era invisible para los radares de guía situados a cierta distancia. El vuelo inicial del piloto automático era asistido por una brújula magnética instalada en la punta del ala, para mantenerlo volando en un curso constante mientras continuaba ascendiendo a su altitud de crucero de 15 000 m (50 000 pies). Después de volar aproximadamente la mitad de la distancia de su misión, se volvería visible para los radares terrestres, que luego lo rastrearían continuamente a medida que se acercaba al objetivo.
Al llegar al objetivo, se apagaban los motores y se ordenaba al misil que iniciara un ascenso rápido que redujera la velocidad. Luego realizaría un "toque", lanzándose en un picado vertical. Debido a que los giroscopios del piloto automático giraban en un amplio ángulo durante este período, toda la plataforma de guía estaba montada sobre un pivote que permitía que permanecieran verticales durante esta maniobra. Los radares continuaban rastreando el misil a medida que caía hacia el horizonte del radar, enviando actualizaciones en todo momento. Después de perder el contacto, generalmente a alrededor de 6100 m (20 000 pies) de altitud, el piloto automático lo mantenía en el último rumbo hasta el impacto.
Inicialmente se especificaron dos cargas útiles: una única bomba de 2300 kg o cinco de 450 kg. En una reunión de abril de 1953 se añadió una tercera carga con diez bombas de 230 kg que transportaban espoletas de proximidad VT Mk. 9, y experimentos tardíos en noviembre de 1954 consideraron bombas de racimo y bombas incendiarias. Las ojivas se mantenían en la parte delantera del misil y se separaban antes del impacto.
Más adelante en el programa se consideró la posibilidad de que el misil realizara maniobras alternas de 1 g hacia la izquierda y la derecha, a medida que se acercaba al objetivo, para dificultar que las defensas aéreas lo alcanzaran. También se consideró agregar blindaje en áreas clave para que pudiera resistir mejor a la artillería antiaérea, pero esto agregaba 180 kg de peso.

### Guiado
Para superar las defensas aéreas locales, el arma debía utilizarse en forma de barrera de fuego. Las especificaciones exigían una tasa de salva muy elevada, con 100 misiles en el aire atacando simultáneamente hasta cinco objetivos distintos. La precisión requerida se había logrado durante la guerra utilizando el sistema Oboe, pero se trataba de un sistema extremadamente manual que sólo podía guiar un único avión a la vez. Un sistema algo menos preciso, el Gee-H, se montaba en el avión, pero requeriría una considerable cantidad de electrónica para automatizarlo, lo que anularía el requisito de bajo coste. Para resolver estos problemas contradictorios, el TRE propuso una versión altamente automatizada del Oboe que ponía la mayor parte de la lógica en tierra.
En el Oboe, antes de la misión, el alcance al objetivo se medía desde una estación terrestre denominada "cat"  (gato). La "cat" enviaba pulsos de radio periódicos, interrogatorios, a la aeronave cuyo transpondedor respondería con un pulso similar. Este pulso de retorno se recibía en el "cat" y se mostraba en un osciloscopio. El tiempo entre el envío y la recepción medía el alcance para la aeronave. Normalmente, esto se lograba utilizando una escala fijada a la cara del osciloscopio, pero eso no era lo suficientemente preciso para el Oboe. En lugar de ello, se añadió un retardo electrónico de alta precisión para compensar el destello del avión, de modo que apareciera en el medio de la pantalla cuando estuviera en el alcance correcto.
Durante el vuelo, el operador se comunicaba por radio con el piloto para indicarle que girara a la izquierda o a la derecha, si se desviaba del alcance seleccionado. A medida que la aeronave continuaba volando hacia el objetivo, la serie de correcciones resultantes hacía que volara a lo largo de un arco circular con un radio igual al alcance entre la estación del "cat" y el objetivo. Una segunda estación, "mouse" (ratón), producía una medición de alcance similar hasta el objetivo antes del vuelo. La intersección de la línea del "mouse" al objetivo con el arco dibujado por el "cat" indicaba el punto de lanzamiento. El operador en la estación del "mouse" observaría cómo el avión volaba a lo largo de la trayectoria curva hasta que se acercaba al objetivo, y luego enviaría una señal al piloto para que lanzara en el momento adecuado.
Este proceso extremadamente manual no era adecuado para el concepto UB.109T; el proceso tendría que ser altamente automatizado para poder guiar ataques masivos. Tampoco era adecuado para ataques contra más de un objetivo a la vez, a menos que hubiera varias estaciones terrestres. Una complicación adicional era que los lanzamientos podrían tener lugar sólo minutos después de que el misil llegara a su lugar de lanzamiento. Cualquier configuración previa a la misión debía simplificarse lo máximo posible y cualquier medición específica del sitio no podía requerir el envío de información al lanzador. El sistema TRAMP resolvió estos problemas con dos cambios en el concepto original del Oboe.
En primer lugar, para abordar el problema de manejar ataques masivos, se variaron las señales de interrogación enviadas desde la estación terrestre en su frecuencia de repetición de pulsos (PRF). El transpondedor del misil tenía un sistema de línea de retardo que le permitía filtrar cualquier señal con diferentes PRF, y así sólo respondía a una estación terrestre cuando enviaba el PRF particular de ese misil. Las estaciones terrestres recorrían en ciclos un conjunto de sesenta y cuatro PRF, lo que permitía que cualquier estación pudiera controlar esa cantidad de misiles. Para el lanzamiento, la tripulación simplemente seleccionaba uno de los PRF de las estaciones que apuntaban a su objetivo. Con varios sistemas de este tipo operando contra objetivos separados, se podrían guiar cientos de misiles a la vez.
Al igual que con el Oboe, antes de la misión cada estación de guiado establecía un sistema de retardo que representaba la distancia desde la estación hasta su objetivo seleccionado. El funcionamiento básico era el mismo: se consultaba el misil y el tiempo entre la consulta y la respuesta medía la distancia entre el misil y la estación. Luego, este valor medido se restaba eléctricamente del retardo preseleccionado. El resultado era el "alcance residual". La estación enviaba entonces dos nuevos pulsos, uno inmediatamente después de la recepción de la señal del misil, y un segundo pulso después de un retraso que representaba el alcance residual.
Una línea de retardo en el misil se activaba con el segundo pulso y luego se almacenaba el tercero, guardando así directamente una medición del alcance residual en forma de tiempo. Esto se convertía en voltaje utilizando modulación por ancho de pulsos. El misil recibiría y almacenaría estas mediciones desde dos estaciones en rápida sucesión. Durante la primera parte del vuelo, uno normalmente indicaría una distancia mayor al objetivo que el otro, dependiendo de la posición de lanzamiento con respecto a las estaciones. Al invertir una de estas señales y combinarlas, el voltaje resultante indicaba la dirección y la magnitud de la diferencia entre las dos distancias restantes.
Este resultado, la "señal de error", era entonces enviado al piloto automático, provocando que el misil girara hacia la señal que tenía que recorrer una distancia más larga. Finalmente, el misil llegaría a un punto donde las dos señales de error serían iguales. Esto ocurría en cualquier lugar a lo largo de la línea que pasaba por encima del objetivo desde un punto a mitad de camino a lo largo de la línea directa entre las dos estaciones, la "línea de base". El misil inicialmente sobrepasaría la línea y luego sería guiado en la otra dirección, pero después de un corto tiempo volaría en una trayectoria constante. A medida que el misil se acercaba al objetivo, ambos alcances residuales (ahora iguales) disminuían. Cuando llegaban a cero, el piloto automático activaba la fase terminal.
El sistema se implementó utilizando los unidades de radar transpondedor Rebecca/Eureka Mk. 4 en VHF de 200 MHz. Como las mediciones desde las dos estaciones no se podían tomar al mismo tiempo, se necesitaban dos líneas de retardo para almacenar las señales para la comparación. Un informe de febrero de 1954 considera el uso de retardos de magnetostricción para esta función, una de las primeras referencias a esta tecnología.
El sistema tenía dos problemas importantes. Uno de ellos era que los misiles respondían constantemente a las interrogaciones de la estación terrestre, lo que presentaba la posibilidad de permitir a los receptores enemigos triangular la posición del misil incluso a muy larga distancia y preparar las defensas. Esto se vio compensado en cierta medida por la cantidad de señales de ese tipo que se esperarían en un ataque, lo que abrumaría a cualquiera que intentara rastrear un solo misil. Las señales seguirían siendo útiles como advertencia de que se estaba produciendo un ataque. La otra era que el enemigo podría enviar pulsos falsos en la misma frecuencia y alterar así las mediciones. Esto se compensó en cierta medida con el filtrado de PRF en los misiles, que haría que las señales no coordinadas fueran rechazadas.

## Variantes
UB.109T
Designación oficial del programa de misil de crucero.
Vickers Type 719
Propuesta de Vickers a escala 1/3.
Vickers Type 725
Propuesta de Vickers a escala real, bajo el nombre clave "Red Rapier".
Bristol Type 182
Propuesta de Bristol, bajo el nombre clave "Blue Rapier".

## Aeronaves relacionadas

### Aeronaves similares
- MGM-1 Matador

### Secuencias de designación
- Secuencia Numérica (interna de Vickers): ← 708 - 709 - 710 - 711 - 712 - 715 - 716 - 718 - 719 - 720 - 721 - 722 - 723 - 724 - 725 - 726 - 728 - 729 →
- Secuencia Numérica (interna de Bristol): ← 174 - 175 - 176 - 182 - 188 - 191 - 192 →